# تجری
در حقوق کیفری عمومی، تجری یا شروع به جرم (انگلیسی: Attempt) عبور از قصد مجرمانه و عملیات مقدماتی و ورود به مرحلهٔ اجرایی است؛ به‌صورتی که متصل به جرم باشد ولی بزه به‌طور کامل واقع نشود و تحت عنوان جرم تام قرار نگیرد.
در شروع به جرم، علت به وجود آمدن جرم کامل موجود است ولی موانعی باعث می‌شود که جرم کامل محقق نشود و مقتضی اثر خود را ننماید.

## شرایط شروع به جرم
از شرایط شروع به جرم می‌توان به موارد زیر اشاره کرد:
1. شروع به عملیات اجرایی: مثلاً تهیهٔ اسلحه برای اقدام به جرم قتل
2. عدم انصراف ارادی: یعنی مرتکب به ارادهٔ خود از انجام جرم تام منصرف نشده باشد.